# Štefan Tarkovič
Štefan Tarkovič (Prešov, Checoslovaquia, 18 de febrero de 1973) es un exjugador y entrenador de fútbol eslovaco. Actualmente está sin club.

## Carrera como jugador
Nacido en Prešov, la capital del distrito y región del mismo nombre, dio sus primeros pasos en la academia juvenil de Tatran Prešov antes de mudarse a Bratislava en 1992. Aquí jugó en varios equipos de la ciudad, incluido Petržalka, con un breve paso por el Svätý Jur.

## Carrera como entrenador
Su carrera como entrenador comenzó en paralelo a los últimos años de su carrera como jugador. De hecho, su primera experiencia directiva fue como asistente mientras jugaba en Spoje Bratislava, Svätý Jur y Matadorfix Bratislava (hoy MŠK Iskra Petržalka). De 1997 a 2002, dirigió la selección femenina sub-19 y al mismo tiempo fue asistente de la selección femenina de fútbol de Eslovaquia.
A principios de 2000 también comenzó su carrera como director deportivo, trabajando como ojeador para la selección nacional de Eslovaquia sub-19, sub-20, sub-21 y de la selección mayor. En 2005 llega como segundo entrenador del Baniyas. Tras la experiencia en los Emiratos Árabes Unidos, regresó a Eslovaquia, incorporándose al cuerpo técnico de Tatran Prešov. De 2009 a 2011, al mismo tiempo, entrenó a la selección sub-18 de Eslovaquia y fue asistente de la selección sub-19.
En la temporada 2010-11, asumió el cargo de entrenador por primera vez en nombre del VSS Košice en la liga de fútbol eslovaca; más tarde volvió al Tatran Prešov, siempre en la Superliga. En la temporada 2012-13 fichó por el vigente campeón Žilina, en el papel de segundo entrenador antes y entrenador desde la primavera de 2013, reemplazando al holandés Frans Adelaar.
En el verano de 2013 se incorporó a la plantilla de la selección absoluta dirigida por Ján Kozák, con quien disputó la Eurocopa 2016; en octubre de 2018, tras la renuncia del propio Kozák, asumió el cargo interinamente para el partido contra Suecia. Más tarde, Pavel Hapal asumió el papel de entrenador de la selección nacional antes de regresar al banquillo tras el despido de Hapal en octubre de 2020. Desafortunadamente, no evitó el descenso a la Liga C de la UEFA Nations League, terminando en el cuarto lugar del grupo, pero logró clasificar a la selección nacional para la Eurocopa 2020 después de los play-offs.
En la competición, la selección de Eslovaquia ganaría ante Polonia aunque caería frente a Suecia y España, lo que le valió el tercer lugar del Grupo E, pero la diferencia de goles los ubicó en el último lugar en la comparación entre los terceros clasificados, por lo que quedaron eliminados en la fase de grupos. 
En cuanto a los clasificación para el Mundial 2022, finalizaron su grupo en el tercer puesto, por lo que quedaron afuera de los play-offs. En la UEFA Nations League 2022-23, tras vencer a Bielorrusia en la primera jornada, sufrió una derrota en casa ante Kazajistán, por lo que el 7 de junio de 2022 la Asociación Eslovaca de Fútbol decidió destituirlo y nombrar de forma interina a la pareja formada por Marek Mintál y Samuel Slovák.
El 24 de abril de 2023, la Federación de Fútbol de la República Kirguisa anunció a Tarkovič como el nuevo entrenador de Kirguistán y firmó un contrato hasta junio de 2024.En la Copa Asiática 2023, el seleccionado quedó eliminado en la fase de grupos luego de sumar solamente un solo punto.El 13 de junio de 2024, su contrato no fue renovado después de quedarse sin posibilidades de clasificar a la Copa Mundial de la FIFA 2026.

## Clubes

### Como entrenador
| Club                                    | País       | Año       |
| --------------------------------------- | ---------- | --------- |
| Selección femenina sub-19 de Eslovaquia | Eslovaquia | 1997-2002 |
| Selección sub-18 de Eslovaquia          | Eslovaquia | 2009-2011 |
| Košice                                  | Eslovaquia | 2010-2011 |
| Tatran Prešov                           | Eslovaquia | 2011      |
| Žilina                                  | Eslovaquia | 2013      |
| Selección de Eslovaquia                 | Eslovaquia | 2018      |
| Selección de Eslovaquia                 | Eslovaquia | 2020-2022 |
| Selección de Kirguistán                 | Kirguistán | 2023-2024 |